# 塞迈兹
塞迈兹（法語：Sermaize，法語發音：[sɛʁmɛz]）是法国瓦兹省的一个市镇，位于该省东北部，属于贡比涅区。

## 地理
塞迈兹（49°36'56"N, 2°57'32"E）面积5.04 平方千米，位于法国上法蘭西大區瓦兹省，该省份为法国北部内陆省份，北起索姆省，西接厄尔省和滨海塞纳省，南至塞纳-马恩省和瓦兹河谷省，东临埃纳省。
与塞迈兹接壤的市镇（或旧市镇、城区）包括：博兰莱努瓦永、比西、卡蒂尼、拉尼、波尔凯里库尔。

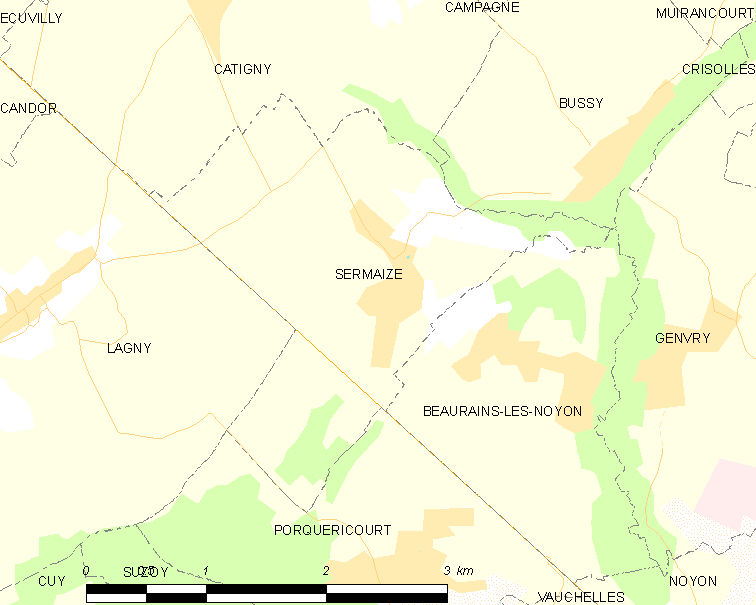
塞迈兹的OSM定位图

塞迈兹的时区为UTC+01:00、UTC+02:00（夏令时）。

## 行政
塞迈兹的邮政编码为60400，INSEE市镇编码为60617。

## 政治
塞迈兹所属的省级选区为努瓦永县。

## 人口

1962-2008年间塞迈兹人口变化图示

塞迈兹于2022年1月1日时的人口数量为273人。